# Горал
Гора́л, или амурский горал, или китайский горал, или восточный гора́л (лат. Naemorhedus caudatus) — парнокопытное млекопитающее из подсемейства козлиных семейства полорогих.

## Описание
Восточный горал — это коренастое, похожее на козу животное. Его шерсть имеет сероватый окрас, горло светлее, на спине вдоль позвоночника проходит тёмная полоса. Оба пола имеют короткие, изогнутые назад рога.

## Распространение
Эти животные населяют горные леса в юго-восточной России (Хабаровский край и Приморский край), в северо-восточном Китае (Хэйлунцзян и Гирин), а также на Корейском полуострове.

## Образ жизни
Горалы держатся небольшими группами, по 4—6 голов, или в одиночку (взрослые самцы); летом самки с козлятами живут обособленно. Более старые самцы ведут одиночный образ жизни. Восточные горалы — отличные скалолазы. На поиски корма они отправляются преимущественно утром и вечером. Они питаются травой, листьями и другим растительным материалом. Максимальная продолжительность жизни самцов в зоопарке 17 лет 8 месяцев, в вольере — 18 лет 8 месяцев. В природе средняя продолжительность жизни 5—6 лет для самцов и 8—10 лет для самок.
Испуганный горал издаёт шипящий звук и, если застигнут на открытом месте, крупными прыжками уходит в скалы. К длительному бегу они не способны, но по кручам передвигаются с большой ловкостью, прыгая на 2—3 м. Избегают рыхлого снега глубиной более 25—30 см.
Кормятся горалы как травой, так и листьями деревьев и кустарников, охотно поедают жёлуди и другие плоды. Зимой едят тонкие ветви, побеги и почки лиственных пород, реже — хвою, лишайники и грибы. Список кормовых растений в Сихотэ—Алиньском заповеднике достигает 268 видов (70 % от местной флоры).

## Размножение

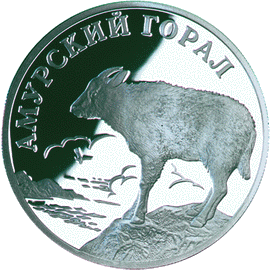
Амурский горал. Монета Банка России — Серия: «Красная книга», серебро, 1 рубль, 2002 год

Брачный период с конца сентября до начала ноября. Во время гона самцы иногда дерутся между собой. В конце мая — начале июня самки рожают одного, реже двух козлят. В течение первого месяца козлята больше лежат в укрытиях, хотя могут передвигаться, не отставая от взрослых.

## Ограничивающие численность факторы
Плодовитость горалов достаточно высока, однако отход животных в возрасте 0,5 — 1,5 года достигает в среднем 36 %. Наиболее важной причиной сокращения численности горалов послужило истребление их человеком и изменение мест их обитания. Основным естественным врагов горала являются волки (уничтожают от 3 до 18 %), рыси и леопарды. На козлят охотятся харзы и орланы.

## Природоохранный статус
Точные данные о численности отсутствуют. В 1977 г. на Дальнем Востоке СССР обитало ориентировочно всего 600—750 горалов, из них 90 % — в заповедниках и заказниках (Лазовском и Сихотэ-Алиньском).
Редкий охраняемый вид, занесён в международную Красную Книгу как исчезающий вид I категории. В России запрет на охоту и отлов введены в 1924 году.

## Фото

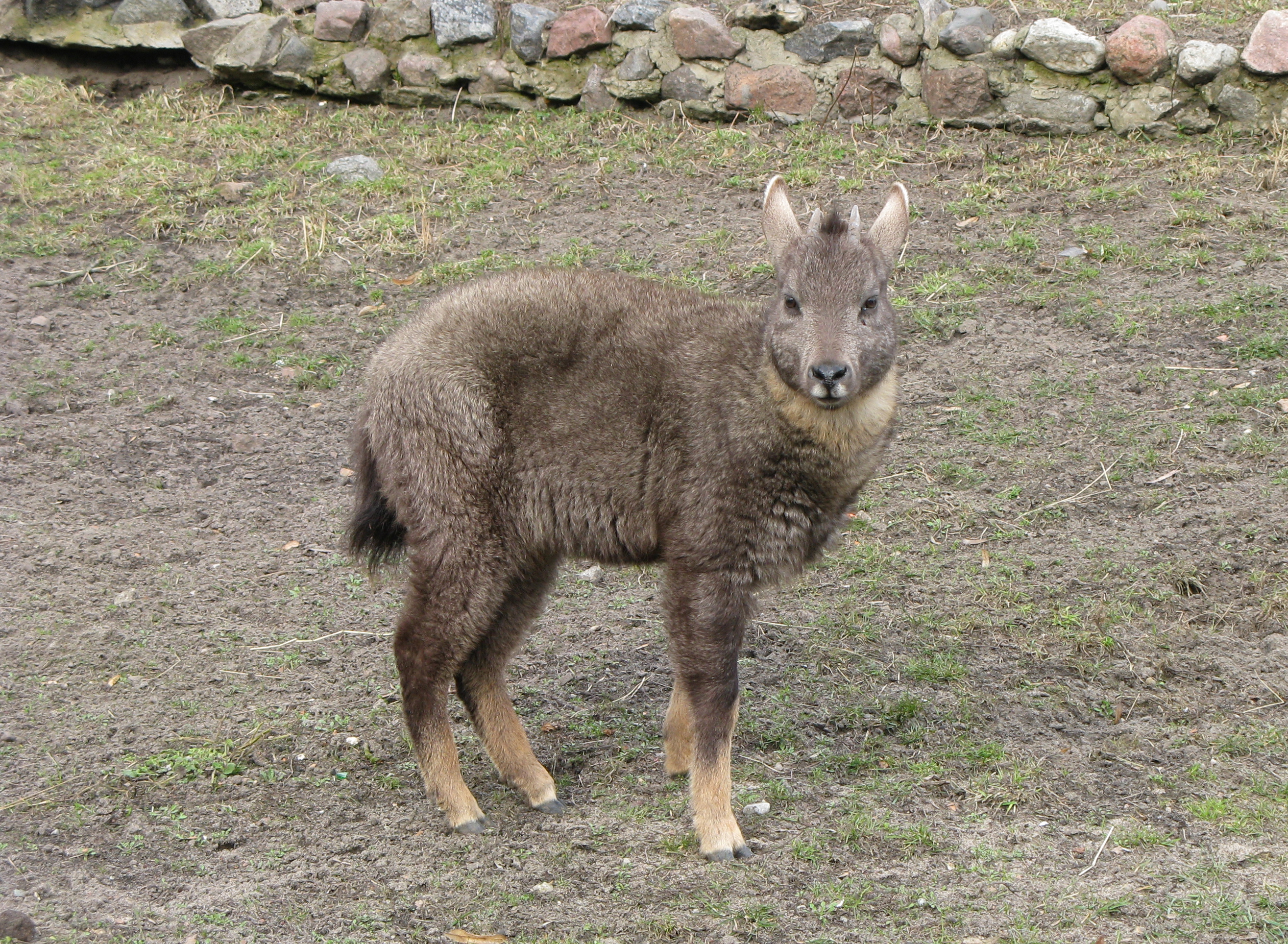
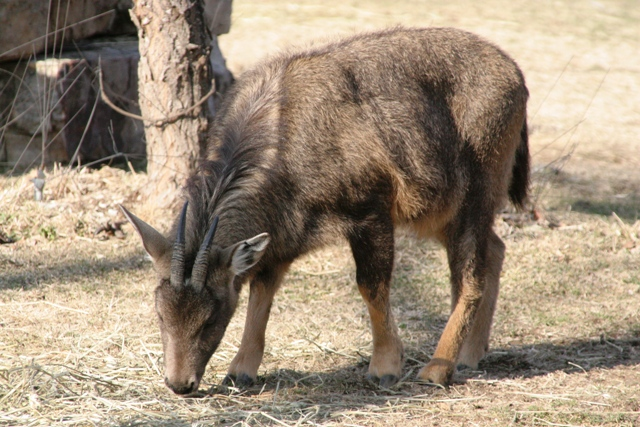
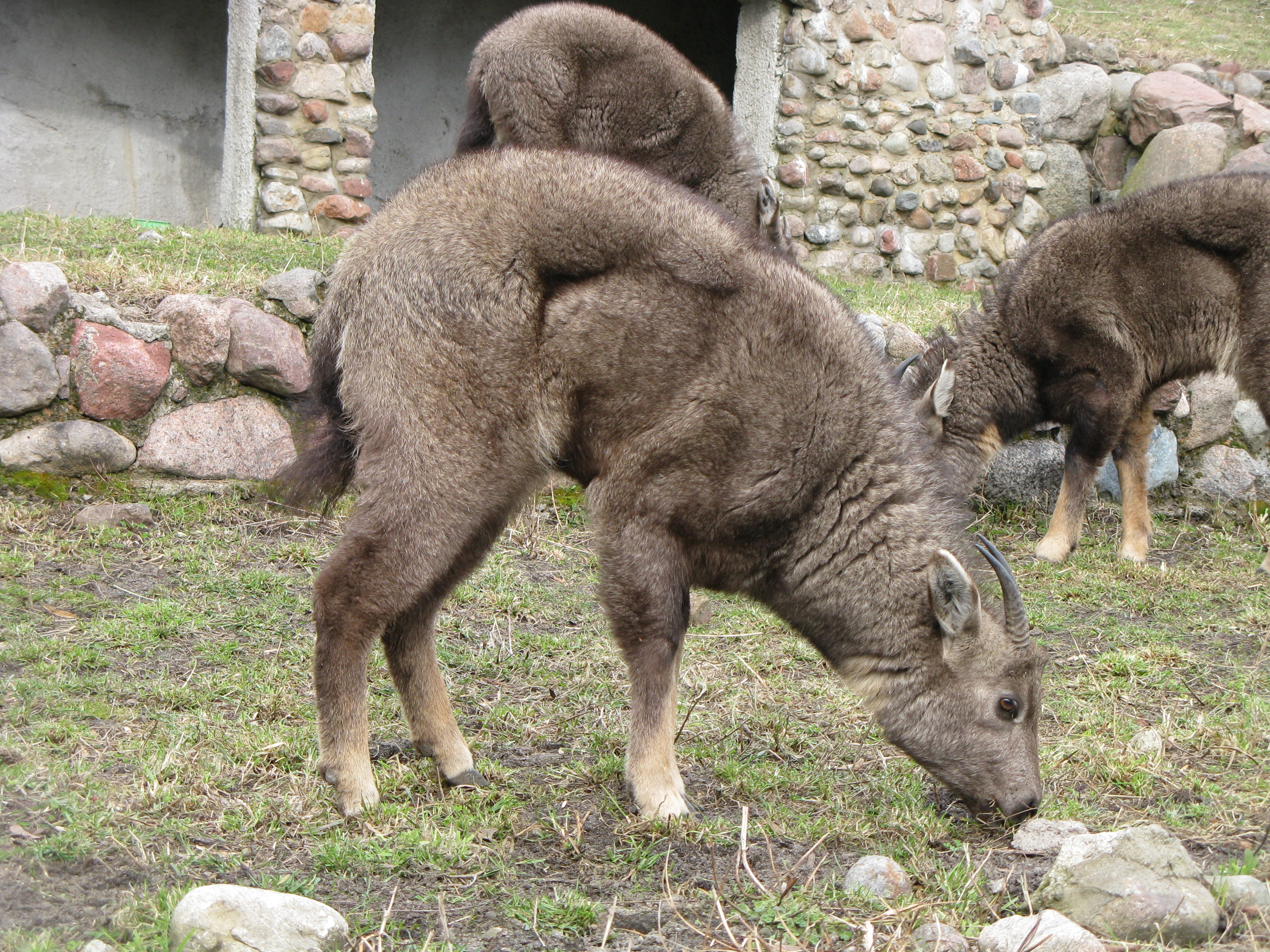
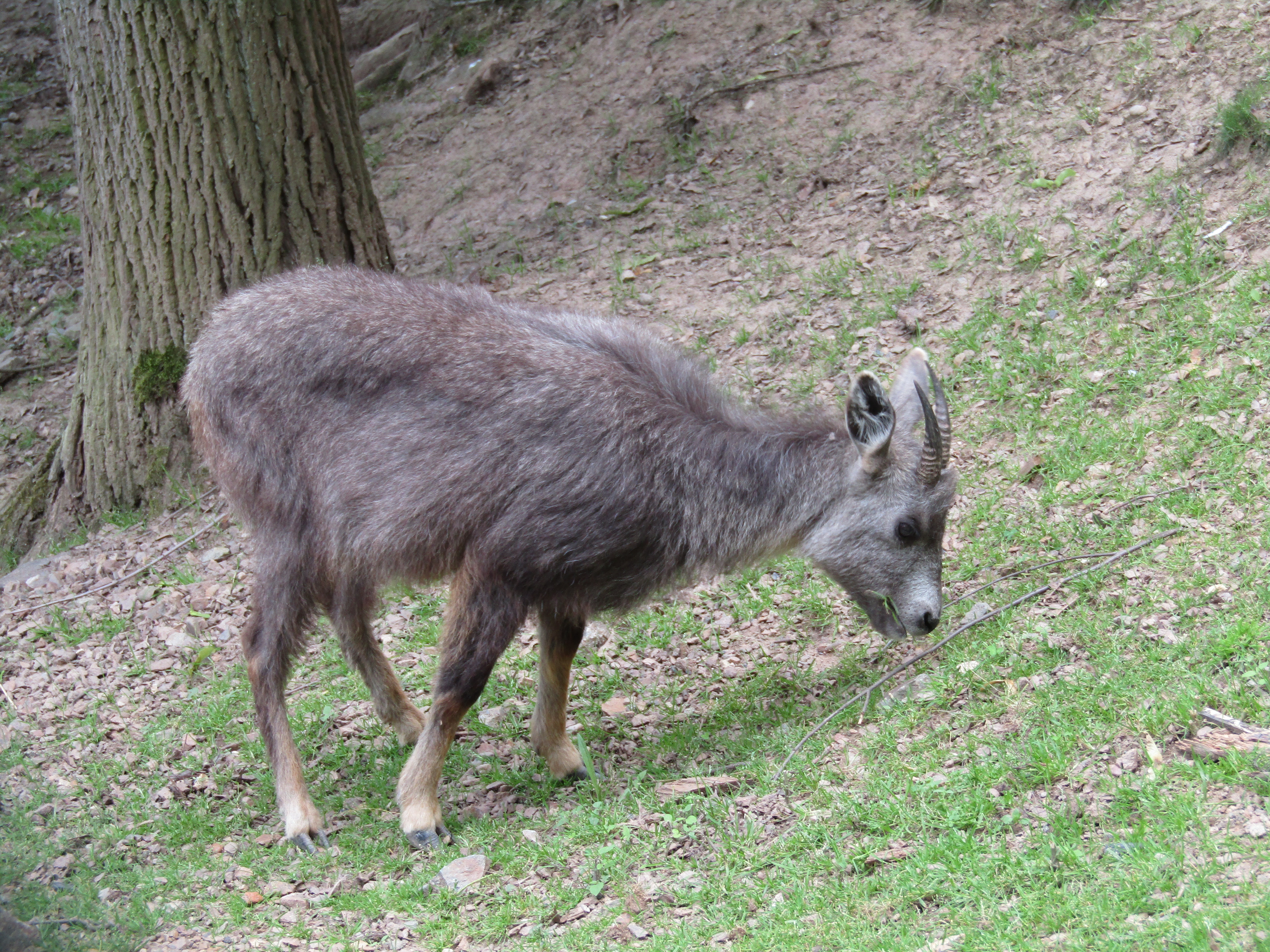